# Король Албанії
Хоча середньовічне Анжуйське королівство Албанії було монархією, воно не охоплювало всю сучасну Албанію. До 1282 року через невиконані обіцянки анжуйського короля серед албанської шляхти виникло невдоволення. Але на той час королівство продовжувало існувати. Албанські вельможі звернулися за підтримкою до римського імператора в Константинополі, але правління Анжуйців у регіоні тривало ще кілька десятиліть. Протягом середньовіччя було багато різних албанських шляхтичів, які називали себе правителем Албанії, у тому числі Деметрій Прогоні (Князь албанців і князь Албанії), Андреа II Музака (Деспот Албанії ), Карл Топія (Князь Албанії) і Скандербег (Володар Албанії).
Сучасна Албанія двічі була королівством.
Перший випадок стався після Декларації незалежності Албанії в 1912 році, хоча правителя не було обрано до 1914 року, і він був змушений залишити у вигнанні того року, коли Перша світова війна призвела до окупації Албанії. Країна залишалася нестабільною до створення Албанської республіки 1924 року. Другий випадок стався в 1928 році, коли президент республіки оголосив себе новим монархом. Безперервність другого сучасного королівства спотворена початком Другої світової війни, окупацією Італією до 1943 року, потім окупацією нацистською Німеччиною до 1944 року, потім громадянською війною до 1946 року, яка закінчилася створенням Народної Республіки Албанія. Після того, як Албанія стала останньою європейською нацією, яка прийняла падіння комунізму 1992 року, вона стала унітарною парламентською конституційною республікою, хоча все ще є спадкові претенденти на титул короля албанців.

## Історія
Албанський конгрес у Трієсті 1913 року обговорював питання про майбутнього князя, і було висунуто кілька кандидатів: барон Ференц Нопча фон Фелсе-Сілвас, маркіз Д'Аулетта (заявляючи про походження від Скандербега) за підтримки делегатів Арберешів та Італії, принц Альберт Ґіка з Румунії, підтримуваний тамтешньою албанською колонією, і Аладро Кастріота.
Відповідно до угоди про незалежність, нав’язаної Великими державами, країна була названа князівством, а її правителем Вільгельмом Відом (нім. Wilhelm zu Wied), титулувався князем. Однак ці стилі використовувалися лише за межами країни. Албанською мовою Вільяма називали mbret, тобто король. Це пояснювалося тим, що багато місцевих шляхтичів уже мали княжий титул (princ, prinq, або prenk на різних албанських діалектах), а також тому, що всередині країни албанський суверен не міг розглядатися як носій титулу, нижчого за титул короля Чорногорії. Повний стиль принца Вільяма був таким: «З ласки влади та волі народу князь Албанії».
Відразу після початку Першої світової війни через внутрішні безлади Вільям був змушений залишитися у вигнанні, а протягом більшої частини війни Албанія була окупована різними іноземними державами. Після війни деякі з кількох режимів, що змагалися за владу, офіційно назвали себе регентствами Вільяма. Перша монархія Албанії остаточно припинилася, коли відновлений центральний уряд 1924 року проголосив країну республікою.

Через чотири роки, 1 вересня 1928 року, президент Ахмед-бей Зогу проголосив себе «королем албанців» (Mbret i Shqiptarëve албанською мовою). Зогу прагнув встановити конституційну монархію. Відповідно до королівської конституції албанський король, як і король бельгійців, повинен був принести присягу перед парламентом перед тим, як вступити в свої королівські повноваження. Текст присяги був таким:
Я, ім'я, Король Албанців, вступаючи на Престол Албанського Королівства і приймаючи Королівську владу, присягаю перед Всемогутнім Богом, що буду зберігати національну єдність, незалежність держави та її територіальну цілісність, а також буду дотримуватися і виконувати чинний статут і закони, завжди маючи на увазі благо народу. Нехай допоможе мені в цьому Господь!
Королівство Зоґи було тісно пов’язане з Італією, якою тоді правив Віктор Еммануїл III. 7 квітня 1939 року Італія окупувала Албанію, розглядаючи її як італійський протекторат. Зогу втік з країни, хоча він ніколи не зрікся престолу, а через п'ять днів албанський парламент проголосив новим королем албанців Віктора Еммануїла. Коли 1943 року італійські збройні сили почали знищуватися, 3 вересня 1943 року Віктор Еммануїл підписав Кассібілське перемир'я з союзниками, яке включало його зречення як албанського монарха та кінець так званого протекторату. Хоча Зогу I було відновлено на посаді короля (заочно) промонархічними партизанами, ця дія викликала спротив з боку прокомуністичних партизанів, і все це стало спірним, оскільки нацистська Німеччина негайно почала німецьку окупацію Албанії. Німці були витіснені наприкінці 1944 року, до цього моменту партизанські угруповання фактично вели громадянську війну. Так тривало до утворення Соціалістичної Народної Республіки Албанія 1946 року.
Під час і після Другої світової війни деякі албанці працювали на повернення короля Зога; однак вони не мали успіху. Ні Зогу, ні Віктор Еммануїл не мали албанського королівського титулу, широко визнаного міжнародною спільнотою. Син Зоги, кронпринц Лека (1939–2011), був головним претендентом на албанську корону. Як він сам заявив, його титул був не «король Албанії», а «король албанців», що включало претензії на Косово та частину сучасної Північної Македонії. Після смерті кронпринца Леки наприкінці листопада 2011 року основним претендентом на албанський престол є його син Лека II.

## Проголошені суверенами Албанії
Це перелік правителів, які проголосили себе суверенами Албанії та/або албанців як єдиної цілісності протягом історії. Маючи різні титули, такі як королі, князі, деспоти, лорди тощо. Починаючи з однієї з перших заснованих албанських монархій. Деметрія Прогоні з роду Прогоні у XII-ХІІІ ст.

### Династія Прогонів
| Портрет | Герб | Титул та ім'я                  | Правління | Примітки |
| ------- | ---- | ------------------------------ | --------- | --- |
|         |      | Князь Албанії Деметрій Прогоні | 1208–1216 | Деметрій Прогоні називав себе (Princeps Arbanorum) князем Албанії та (Princeps Albaniae) князем Албанців та був першим, хто ідентифікував свій домен як (Principatum Albaniae) Князівство Албанія/Арбанон, що відзначає значне утвердження його влади та ідентичності свого домену під час його правління. |

### Династія Музака
| Портрет | Герб | Титул та ім'я                                  | Правління | Примітки |
| ------- | ---- | ---------------------------------------------- | --------- | --- |
|         |      | Севастократор і маршал Албанії Андреа I Музака | 1279–1319 | Андреа I Музака, член впливового роду Музака, правив князівством Музака на півдні Албанії. Був визнаний маршалом Албанії. |
|         |      | Деспот Албанії Андреа II Музака                | 1331–1372 | Андреа II Музака, правитель князівства Музака, отримав значні титули під час свого правління, зокрема (Despotus Regni Albaniae) деспот Королівства Албанія та маршал Албанії. Андреа II максимально розширив своє князівство, отримавши похвалу за перемоги проти сербських вторгнень і стратегічні союзи з сусідніми албанськими знатними родинами. |

### Династія Анжу
| Портрет | Герб | Титул та ім'я                              | Правіння       | Примітки |
| ------- | ---- | ------------------------------------------ | -------------- | --- |
|         |      | Король Албанії Карл I Анжуйський           | 1272–1285      | Карл I, також відомий як Карл Анжуйський або Карл д'Анжу, носив титул (Regnum Albaniae) короля Албанії з 1272 року до своєї смерті в 1285 році. Карл здобув титул короля Албанії шляхом переговорів і домовленостей з місцевими албанськими лідерами, що зміцнило його присутність і вплив у регіоні. |
|         |      | Король Албанії Карл II (король Неаполя)    | 1285–1294      | Карл II, також відомий як Карл Кульгавий, успадкував титул (Regnum Albaniae) короля Албанії після смерті свого батька Карла I. Зрештою, правління Карла II як короля Албанії закінчилося 1294 року, коли він подарував його своєму синові Філіпу I, принцу Таранто. |
|         |      | Король Албанії Філіп I Тарентський         | 1294–1331      | Набуття Філіпом I Таранто титулу (Regnum Albaniae) короля Албанії було частиною дипломатичної шлюбної угоди, організованої його батьком, Карлом II Анжуйським, королем Неаполя. У 1294 році Філіп одружився з Тамар Ангеліною Комніною. В рамках шлюбної угоди Карл II передав Філіпу сюзеренітет над Ахайєю та Королівством Албанія, а також інші права і титули. |
|         |      | Король Албанії Роберт Тарентський          | 1331–1332      | Після смерті батька в 1331 році Роберт II Таранто успадкував його титули, в тому числі титул короля Албанії (Regnum Albaniae). У 1332 році він уклав угоду зі своїм дядьком, Джованні Гравінським, обмінявши свої права на Королівство Албанія на князівство Ахайя. Ця угода зміцнила контроль Роберта над Ахаєю, водночас відмовившись від його претензій на Албанію. |
|         |      | Князь Дурреса Джованні (герцог Дураццо)    | 1332–1336      | Сходження Джованні Гравінського на престол (Regnum Albaniae) короля Албанії було стратегічним маневром після ключової угоди з його племінником, Робертом II Тарентським. Хоча під час свого правління Джованні ніколи офіційно не приймав королівського титулу, він володів Королівством Албанія. При цьому він обрав скромніший титул князя Дурраса. |
|         |      | Князь Дурраса Карл                         | 1336–1348      | Карл Дураццо, старший син Іоанна, князя Дурраса, успадкував його титули в Албанії за правом спадкоємства. Після смерті батька Карл успадкував його титул князя Дурраса і графа Гравіни в 1336 році. |
|         |      | Княгина Дурраса Йоанна (герцогиня Дураццо) | 1348–1368      | Йоанна Дураццо успадкувала свої титули в Албанії після смерті свого батька, Карла, князя Дурраса, у 1348 році, коли їй було лише чотири роки. Як найстарша дитина, що вижила, Йоанна успадкувала титул княгині Дурраса від свого батька. У 1365 році, у віці двадцяти одного року, Йоанна вийшла заміж за свого першого чоловіка, Людовіка Наваррського, який завдяки шлюбу з Джоанною став князем Дурраса. |
|         |      | Князь Дурреса Людовик                      | 1366–1368,1376 | Людовик Евре успадкував свій албанський титул князя Дурраса від другого шлюбу в 1366 році з Йоанною, герцогинею Дурраса. Шлюб Людовіка з Йоанною приніс йому не лише права на Дурррас, але й на Королівство Албанія та титул (Regnum Albaniae) Короля Албанії, який він прагнув повернути. Дуррас, залишок королівства, на той час перебував під контролем Карла Топії. Людовік отримав допомогу від свого брата і короля Франції у своїх зусиллях повернути Дуррас і Албанію. 1372 року він залучив на допомогу в кампанії Наваррську роту найманців, які раніше воювали з ним під час війни у Франції. Після ретельного військового планування та інженерної підготовки в середині літа 1376 року їм вдалося взяти місто. Однак невдовзі Людовік помер, залишивши свої амбітні плани незавершеними. |
|         |      | Князь Дурреса Роберт IV Артуа              | 1376-1383      | Роберт IV Артуа, став князем Дурраса в 1376 році після одруження з Йоанною, княгинею Дурраса. Це принесло йому права на Дуррас, а також на Королівство Албанія і титул (Regnum Albaniae) короля Албанії. Його перебування на посаді князя тривало до 1383 року, періоду, позначеного політичною турбулентністю і конфліктами. У 1383 році правління Роберта в Дуррасі раптово закінчилося, коли Карл Топія, албанський шляхтич, взяв місто під свій контроль. |

### Династія Топія
| Портрет | Герб | Титул та ім'я                  | Правління | Примітки |
| ------- | ---- | ------------------------------ | --------- | --- |
|         |      | Принцепс албанський Карл Топія | 1358–1388 | У 1358 році Карл Топія став видатним албанським феодальним князем. Він успадкував князівство Албанія від свого батька Андреа I Топія. Повставши проти династії Анжу, Карл захопив контроль над Дурресом і мав титул (Princeps Albaniae) князя Албанії. |

### Династія Кастріоті
| Портрет | Герб | Титул та ім'я               | Правління | Примітки |
| ------- | ---- | --------------------------- | --------- | --- |
|         |      | Dominus Albaniae Скандербег | 1443–1468 | У 1444 році Скандербег ініціював Лезьку лігу, об'єднавши відомі албанські знатні родини в місті Лежі. Проголосивши себе головою Ліги албанського народу, Скандербег заручився підтримкою албанської знаті, яка сформувала єдиний фронт проти Османської імперії. Він мав титул (Dominus Albaniae) правителя Албанії. |

### Династія Відів
| Портрет | Герб | Титул та ім'я           | Правління      | Примітки |
| ------- | ---- | ----------------------- | -------------- | --- |
|         |      | Князь Албанії Вільгельм | 1914–1925 роки | Принц Вільгельм Відський став князем Албанії після того, як був обраний великими державами в листопаді 1913 року. Незважаючи на те, що спочатку відхилив пропозицію, він прийняв трон у лютому 1914 року і прибув до Албанії в березні того ж року. Його правління, відзначене внутрішніми повстаннями та зовнішнім тиском під час Першої світової війни, було недовгим, і він покинув країну у вересні 1914 року. Незважаючи на прагнення до відновлення правління, 1925 року Албанія була проголошена республікою, офіційно завершивши його княжіння. Він помер у Румунії в 1945 році, залишивши свого сина, спадкоємного принца Керола Віктора, спадкоємцем своїх албанських прав. |

### Династія Зогу
| Портрет | Герб | Титул та ім'я         | Правління      | Примітки |
| ------- | ---- | --------------------- | -------------- | --- |
|         |      | Король Албанії Зогу І | 1928–1939 роки | Зогу I, спочатку Ахмед Зогу, прийшов до влади в Албанії завдяки серії політичних маневрів і союзів. Після роботи прем'єр-міністром і президентом 1928 року він проголосив себе королем Албанії, встановивши монархію. Під час його правління були спроби модернізації, але також посилився італійський вплив. Змушений залишитися у вигнанні через вторгнення Італії в 1939 році, він провів свої останні роки, переїжджаючи з однієї країни до своєї смерті в 1961 році. |

### Савойська династія
| Портрет | Герб | Титул та ім'я                      | Правління      | Примітки |
| ------- | ---- | ---------------------------------- | -------------- | --- |
|         |      | Король Албанії Віктор Еммануїл III | 1939–1943 роки | Віктор Еммануїл III став королем Албанії 1939 року, і це було результатом італійського імперіалізму під проводом фашизму. Це сталося, коли італійські війська вторглися в Албанію, змусивши короля Зогу I втекти. Цей крок був частиною експансіоністських амбіцій Муссоліні та зустрів опір албанського народу. Під час свого короткого правління як король Албанії Віктор Еммануїл зіткнувся з труднощами, зокрема спробами вбивства, які підкреслили опір італійському правлінню. Незважаючи на те, що він отримав титул короля Албанії, правління Віктора Еммануїла над Албанією було недовгим і відзначене опозицією та заворушеннями. |

## Зовнішні посилання
- Maison royale d'Albanie (en Française)
- Албанський королівський двір (англійською мовою)